# Бондарцев, Аполлинарий Семёнович
Аполлинарий Семёнович Бондарцев (23 июля [4 августа] 1877, Курск — 24 ноября 1968) — российский и советский учёный, фитопатолог, миколог, популяризатор науки, доктор биологических наук (с 1934 года), профессор (с 1939 года). Первым в России начал изучать трутовики и другие дереворазрушающие базидиальные грибы, совместно с Рольфом Зингером разработал систему полипоровых грибов. Описал более 130 новых таксонов грибов, в том числе более 30 видов миксомицетов и дейтеромицетов. Труды Бондарцева по морфологии трутовых грибов, руководства по технике научной работы сохраняют актуальность и в XXI веке.

## Биография
После окончания Курской гимназии, в 1898—1903 годах он учился на сельскохозяйственном факультете Рижского политехнического института. Научным руководителем был ботаник и миколог Фёдор Владимирович Бухгольц, что повлияло на выбор всего дальнейшего направления научной деятельности Бондарцева. В год окончания института (1903) была опубликована его первая научная работа о паразитических грибах окрестностей Риги.
После окончания института с дипломом агронома первого разряда он работал агрономом в Курске, а в 1905 году получил должность помощника заведующего Центральной фитопатологической станции (ЦФС) при петербургском Императорском Ботаническом саде. ЦФС, созданная Артуром Артуровичем Ячевским в 1901 году, занимала всего три небольшие комнаты, а её персонал состоял из заведующего и двух помощников. Заведующими ЦФС были Артур Артурович Ячевский (до 1906 года) и Александр Александрович Еленкин (1905—1913). В этот период Бондарцевым был написан первый в России и признанный лучшим учебник по фитопатологии, издававшийся три раза — в 1911, 1927 и 1931 годах.
В 1913 году на базе ЦФС создан Отдел фитопатологии, который возглавил А. С. Бондарцев, и занимал должность зав. отдела до 1931 года. С 1914 года учёным публиковались статьи о заболеваниях диких и культивируемых растений, в частности, была открыта цветочная плесень клевера и изучен её возбудитель — грибок Botrytis anthophila, изучались такие заболевания, как мучнистая роса хмеля и крыжовника, ржавчина и головня злаков, кила капусты. В 1927 году вышел из печати справочник «Болезни растений».
В 1931 году был создан Ботанический институт АН СССР, А. С. Бондарцев возглавил сектор микологии Отдела споровых растений института, а в 1942—1952 годах выполнял функции заведующего отдела. В 1935—1941 годах Бондарцев сотрудничает с приехавшим в СССР Рольфом Зингером, совместно учёными была разработана новая прогрессивная система трутовых грибов, оказавшая заметное влияние на дальнейшее развитие систематики базидиомицетов. Совместно с Зингером было написано и «Руководство по сбору высших базидиальных грибов для научного их изучения», которое было напечатано только в 1950 году. В более ранних методических указаниях и инструкциях использовался трудоёмкий и неудобный метод Герпеля с разрезанием гриба и выскабливанием его мякоти перед сушкой, что для научного гербария является нежелательным. Герпелевский метод явился причиной того, что многие исследователи отказывались от гербаризации грибов, существуют даже свидетельства, что в экспедициях ботаники предпочитали производить скорее сборы насекомых, чем шляпочных грибов. По методике Бондарцева и Зингера достаточно высушить гриб целиком, предварительно записав признаки, которые при сушке могут исчезнуть или измениться.
В 1941—1944 годах пережил блокаду Ленинграда.
Главным итогом многолетних трудов А. С. Бондарцева стала монография «Трутовые грибы Европейской части СССР и Кавказа», законченная в 1950 году и напечатанная в 1953. В 1971 году книга была переведена на английский язык. В монографию вошла также «Шкала цветов», позже изданная отдельной брошюрой — пособие для точного описания окраски плодовых тел грибов и других биологических объектов. «Шкала цветов» Бондарцева долгое время была единственным подобным руководством. Актуальными для послевоенного Ленинграда были исследования дереворазрушающих грибов, таких, как Serpula lacrymans, поражающих постройки. Результаты исследований выходили в виде отдельных брошюр, а в 1956 году, уже после выхода учёного на пенсию (1954), издан атлас «Пособие по определению домовых грибов».
А. С. Бондарцев преподавал микологию и фитопатологию в различных учебных заведениях, готовил специалистов через аспирантуру и докторантуру.
Книга о европейских трутовиках Лейфа Рювардена и Роберта Гилбертсона, изданная в 1993 году, посвящена «Аполлинарию Семёновичу Бондарцеву, Герману Яну, Маринусу Антону Донку и Альберту Пилату, на плечах которых мы стоим».

### Семья
- Супруга Вера Николаевна Бондарцева-Монтеверде (1889—1944), дочь ботаника Николая Августиновича Монтеверде — фитопатолог, исследовала паразитные микромицеты.
- Дочь Маргарита Аполлинарьевна Бондарцева (род. 1935—2024) — миколог, ответственный редактор серии Определитель грибов СССР/Определитель грибов России.

## Награды и звания
- Орден Ленина (1954)
- Орден Трудового Красного Знамени (10.06.1945)
- Медаль «За оборону Ленинграда»
- Заслуженный деятель науки РСФСР (1958)

## Таксоны, названные в честь А. С. Бондарцева
- Род грибов Бондарцевия (Bondarzewia Singer 1940) семейства Бондарцевиевые[бел.] порядка Сыроежковые (Russulales)
- Род грибов Bondarcevomyces Parmasto 1999 семейства Tapinellaceae
- Более 20 видов грибов из различных систематических групп